# Exogone longicornis
Exogone longicornis är en ringmaskart som beskrevs av Westheide 1974. Exogone longicornis ingår i släktet Exogone och familjen Syllidae. Inga underarter finns listade i Catalogue of Life.